# Marin Jakoliš
Marin Jakoliš (Šibenik, 26 de diciembre de 1996) es un futbolista croata. Juega de delantero y su equipo es el F. C. Noah de la Liga Premier de Armenia.
Su hermano Antonio también es futbolista.

## Selección nacional
Ha sido internacional con las categorías inferiores de Croacia.

## Clubes
| Club                          | País      | Año       | Partidos | Goles |
| ----------------------------- | --------- | --------- | -------- | ----- |
| H. N. K. Šibenik              | Croacia   | 2013      | 9        | 0     |
| Royal Excel Mouscron          | Bélgica   | 2014-2016 | 15       | 1     |
| Excelsior Virton (cedido)     | Bélgica   | 2016      | 9        | 1     |
| K. S. V. Roeselare            | Bélgica   | 2017      | 20       | 3     |
| F. C. Admira Wacker           | Austria   | 2017-2019 | 55       | 6     |
| H. N. K. Hajduk Split         | Croacia   | 2019-2022 | 51       | 2     |
| H. N. K. Šibenik (cedido)     | Croacia   | 2021-2022 | 21       | 11    |
| Angers S. C. O.               | Francia   | 2022-2024 | 11       | 0     |
| AEK Larnaca (cedido)          | Chipre    | 2023      | 17       | 0     |
| Melbourne City F. C. (cedido) | Australia | 2023-2024 | 34       | 3     |
| Macarthur F. C.               | Australia | 2024-2025 | 31       | 13    |
| F. C. Noah                    | Armenia   | 2025-     | 1        | 0     |

## Palmarés

### Títulos nacionales
| Título  | Club            | País      | Año  |
| ------- | --------------- | --------- | ---- |
| FFA Cup | Macarthur F. C. | Australia | 2024 |